# Lydia Hearst-Shaw
 (juin 2017).
Si vous disposez d'ouvrages ou d'articles de référence ou si vous connaissez des sites web de qualité traitant du thème abordé ici, merci de compléter l'article en donnant les références utiles à sa vérifiabilité et en les liant à la section « Notes et références ».
Pour les articles homonymes, voir Hearst et Shaw.
Lydia Marie Hearst-Shaw (née le 19 septembre 1984 à 
Wilton dans le Connecticut) est une mannequin, actrice et héritière américaine. 
Elle est la fille de Patricia Hearst ; son arrière-grand-père est donc le magnat de la presse William Randolph Hearst (1863-1951).

## Biographie
Lydia est un modèle découvert par le célèbre photographe Steven Meisel. Elle a travaillé avec Vogue, Prada et Louis Vuitton. Cela lui a permis de recevoir le Michael Award du modèle de l'année 2008 et le prix du meilleur top model international de la même année à Madrid. Mais ce n'est pas qu'un mannequin, c'est aussi une actrice. En effet, elle a joué dans plusieurs films d'horreur. Mais sa carrière d'actrice n'a pas été aussi réussie que sa carrière de mannequin. Sa valeur nette est estimée à 100 millions de dollars.

## Récompenses
- 2008 : Michael Awards, Model of the Year
- 2008 : Best International Supermodel, Madrid

## Collaborations
- Vogue
- Harper's Bazaar
- GQ
- Elle
- Louis Vuitton
- Moschino
- Prada
- DKNY
- Puma
- Myla
- Terry Richardson

## Filmographie
- 2004 : Ladies Room
- 2004 : Crimson Tear de William Birrell avec Luke Bracey.
- 2008 : Gossip Girl, Amelia
- 2008 : The Last International Playboy, de Steve Clark
- 2008 : Frost, Stella
- 2009 : This Must Be the Place, Lydia
- 2011 : Where Did You Sleep Last Night, Micaela
- 2012 : Two Jacks de Bernard Rose avec Sienna Miller et Danny Huston : Alexis
- 2015 : #Horror de Tara Subkoff : Lisa
- 2018 : Z Nation : Pandora (5 épisodes)
- 2018 : Possession (Between Worlds) de Maria Pulera : Mary
- 2019 : The Haunting of Sharon Tate :
- 2021 : Aileen Wuornos - American Boogeywoman : Jennifer
- 2022 : Titanic 666 : Idina Bess